# 弗洛林·勒杜乔尤
弗洛林·勒杜乔尤（羅馬尼亞語：Florin Răducioiu，1970年3月17日—），罗马尼亚男子足球运动员，司职前锋。他曾代表罗马尼亚参加1990年和1994年国际足联世界杯，其中1990年世界杯止步十六强，1994年世界杯止步八强。